# Каламід
Каламід (грец. Κάλαμις, прибл. 500 до н. е. —після 433 до н. е.) — давньогрецький скульптор, гравер по сріблу, золоту та слоновій кістці.

## Життя та творчість
Народився у Беотії, проте точне місце невідомо. За деякими відомостями був уродженцем м. Танагра. Замолоду перебрався до Афін. Напевне навчався у Фідія.
Створював статуї з мармуру (переважно пароського) та бронзи. Розквіт творчості припадає на період між 470 та 440 роками до н. е. Про його доробок відомо з праць Павсанія, Лукіана, Плінія Старшого, Квінтиліана, Цицерона, Діонісія Галікарнаського. Найзначущими є статуї Афродити Сосандри в Акрополі, Аполлон у Кераміку (усі в м. Афіни), Діонісія, Гермеса, Тритона (м. Танагра), Зевса (м. Фіви), Ніка (безкрила) (м. Мантінея, Пелопоннес), Зевса (м. Аполлонія Понтійська), Асклепія (м. Сикіон).